# Bektež
Bektež är en ort i Kroatien.   Den ligger i länet Slavonien, i den östra delen av landet, 160 km öster om huvudstaden Zagreb. Bektež ligger 184 meter över havet och antalet invånare är 430.
Terrängen runt Bektež är platt åt sydväst, men åt nordost är den kuperad. Runt Bektež är det glesbefolkat, med 20 invånare per kvadratkilometer. Närmaste större samhälle är Požega, 19,8 km väster om Bektež. Trakten runt Bektež består till största delen av jordbruksmark.